# Історія Манчестер Сіті

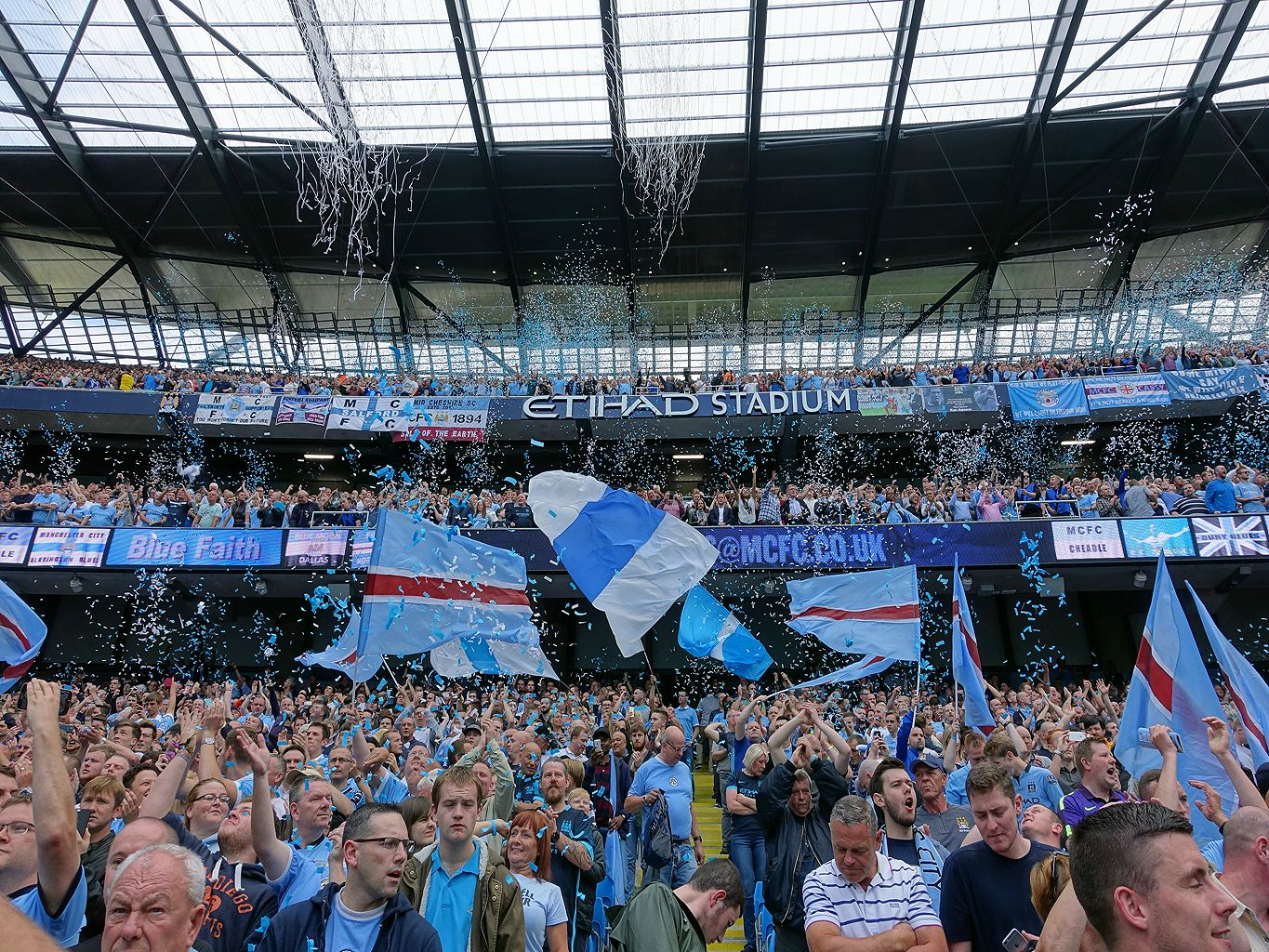

Історія «Манчестер Сіті» починається з 1880 року, коли було створено футбольну команду Церкви Святого Марка під назвою «Сент Маркс» (Вест Гортон).

### XIX століття
Засновниця футбольного клубу, який нині називається «Манчестер Сіті», народилася в 1855 році. Анна Коннелл була донькою священика Церкви Христа в Гаррогіт Артура Коннелла. 1865 року її батько отримав місце ректора англіканської Церкви святого Марка у Вест Гортоні — одному з найбільш неблагополучних районів Манчестера. Величезна кількість безробітних спонукала Коннелла в січні 1879 року створити безкоштовну їдальню при церкві і спеціальний фонд допомоги місцевим біднякам.

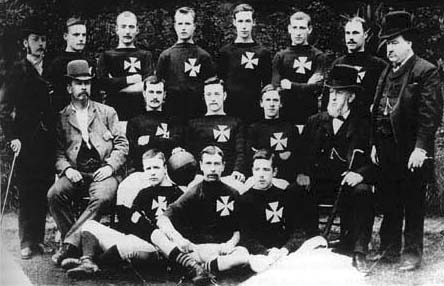
«Сент Маркс» (Вест Гортон) в 1884 році.

Анна підтримала починання батька участю у громадських роботах. Адже на той момент Вест Гортон являв собою перенаселений район з жебраками жителями і жахливими санітарними умовами. Багато містян зловживали спиртними напоями, що провокувало зростання злочинності. Анна Коннелл шукала засіб поліпшення духовного стану суспільства. Тому в листопаді 1880 року вона разом з двома церковними старостами і одночасно членами Союзу металургійного заводу Брукса Вільямом Бістоу і Томасом Гудбеєром вона створила кілька спортивних клубів. У тому числі в 1875 році команду Церкви Святого Марка з крикету, три гравці якої — Волтер Чоу, Едвард Кітчен і сам Вільям Бістоу — згодом стали футболістами. Архідиякон Манчестера високо оцінив роботу Анни Коннелл і благословив її подальшу діяльність.
Разом з тим ставало очевидним, що взимку чоловіки Вест Гортона не мають можливості займатися колективними видами спорту. Тому в листопаді 1880 року Анна Коннелл, Бістоу і Гудбеєр створили футбольну команду Церкви Святого Марка під назвою «Сент Маркс» (Вест Гортон). Артур Коннелл став першим президентом колективу, який виступав у чорних сорочках і білих трусах. Перший зареєстрований матч команда провела 13 листопада 1880 року проти церковної команди Маклсфілд, програвши з рахунком 1:2. Між іншим, в перший сезон свого існування команда змогла перемогти лише один раз — в березні 1881 року був переможений колектив «Сталібрідж Кларенс» зі східного Манчестера.
У 1884 році відбулося перейменування у футбольний клуб Асоціації Гортона. Тоді ж Вільям Бістоу придумав оригінальну форму — чорні сорочки з білим хрестом. У серпні 1887 року клуб переїхав на новий майданчик — «Гайд Роуд» — і отримав нове найменування — «Ардвік» за назвою району Манчестера. Два роки по тому клуб побудував трибуну на 1000 глядачів. А в 1891 році вступив в Альянс-лігу і два роки поспіль вигравав Кубок Манчестера. У квітні 1892 року в зв'язку з формуванням другого англійського дивізіону Футбольна Ліга ухвалила рішення включити «Ардвік» в цей турнір. За підсумками сезону 1892/93 команда зайняла 5-е місце з 12 учасників.

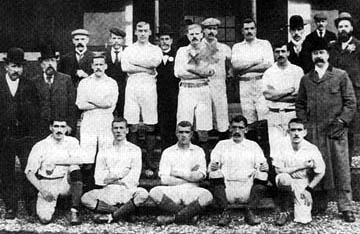
«Манчестер Сіті» у 1898 році.

Наступного року у другий дивізіон опустився «Ньютон Хіт», згодом перейменований в «Манчестер Юнайтед», що збільшило представництво Манчестера до двох клубів. Тоді ж щойно призначений менеджер «Ардвіка» Джошуа Парбі запропонував нову назву для клубу — «Манчестер Сіті». За його словами, це підкреслило б значення саме цієї команди для всіх верств населення міста. Комітет клубу погодився. І з 1894 року найменування «Манчестер Сіті» залишається незмінним.
Тим часом, підтримка команди жителями міста зросла досить швидко. Так, на грі у Велику п'ятницю 1895 року «Сіті» зібрав близько 30 тисяч глядачів. 20 тисяч людей приходили майже на кожен матч, надаючи шумову підтримку команді за допомогою сурм і барабанів. Деякі глядачі воліли приходити в спеціальному одязі, тим самим виділяючись як активні шанувальники колективу з Манчестера.

### XX століття

#### Перша половина

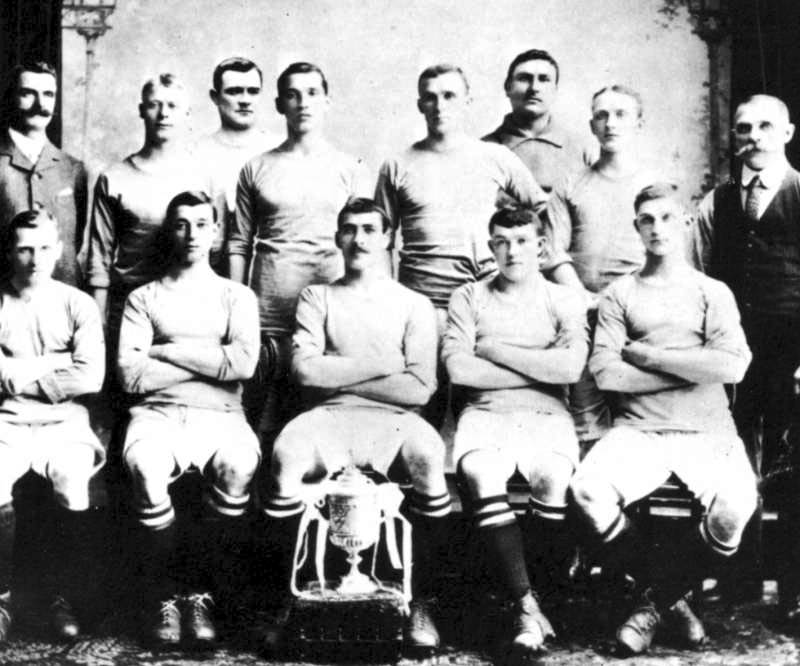
«Манчестер Сіті» — володар Кубку Англії 1904 року

Через п'ять років, в 1899 році, «Манчестер Сіті» отримав право виступати в першому (вищому на той момент) англійському дивізіоні. Ще через п'ять років, в 1904 році, команда виграла перший трофей у своїй історії — Кубок Англії. Шлях до трофею був нелегким: 6 лютого 1904 року в 1/16 фіналу «Сіті» у впертій боротьбі переграв «Сандерленд», через два тижні з перевагою в два м'ячі здолав столичний «Арсенал». В 1/4 фіналу після нульової нічиї з «Мідлсбро» знадобилося перегравання, яке 9 березня закінчилося з рахунком 3:1 на користь клубу з Манчестера. Через десять днів у півфіналі на нейтральному полі «Гудісон Парку» в Ліверпулі «Сіті» здобув впевнену перемогу над «Шеффілд Венсдей» — 3:0. У фінальному матчі, що відбувся 23 квітня 1904 на лондонському стадіоні «Крістал Пелас», у присутності більше 60 тисяч глядачів «Манчестер Сіті» переміг «Болтон Вондерерз». Єдиний м'яч зустрічі на 23-й хвилині забив валлійський нападник Біллі Мередіт.
У сезоні 1904/05 «містяни» перед заключним туром мали однакову кількість очок з «Ньюкасл Юнайтед». Щоб стати чемпіонами, в останньому матчі необхідно було обіграти «Астон Віллу». Однак «Сіті» поступився з рахунком 2:3 і в підсумку став третім. Після гри капітан «Астон Вілли» Алек Лік стверджував, що манчестерський капітан Білл Мередіт пропонував йому £ 10 за «здачу» матчу. Футбольна асоціація Англії визнала Мередіта винним, дискваліфікувала на один рік і зобов'язала виплатити штраф. «Манчестер Сіті» відмовився надати фінансову допомогу гравцеві, і тоді він заявив про те, що клуб порушив правило, встановлене асоціацією в 1901 році, а саме платив футболістам більше £ 4 на тиждень:
|                 | Яка була таємниця успіху команди «Манчестер Сіті»? Я вважаю, що це порушення правила, згідно з яким жоден гравець не повинен отримувати більше £ 4 на тиждень. Команда поставляла товар, клуб за цей товар платив, і обидві сторони були задоволені |
| — Біллі Мередіт | |

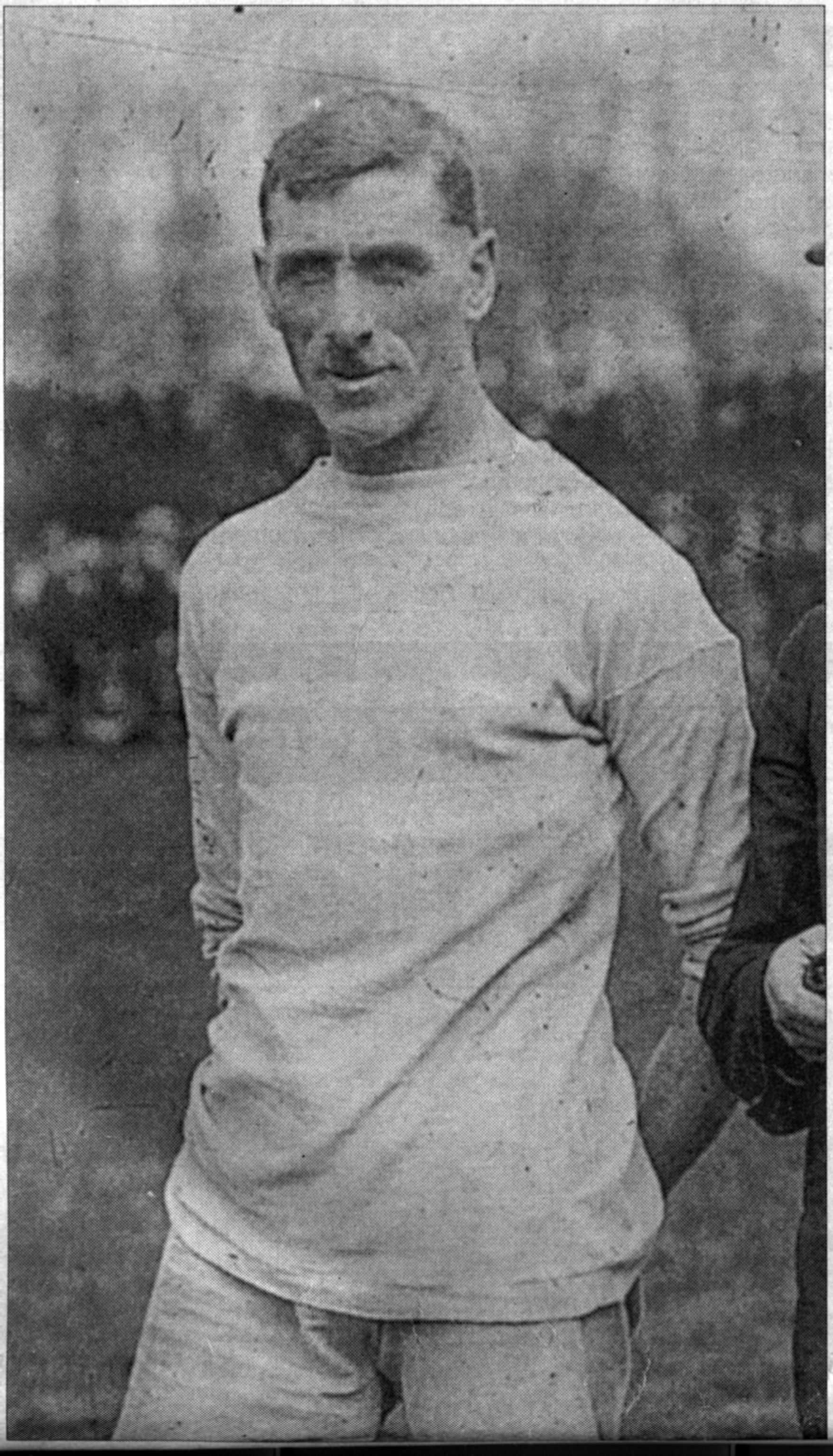
Біллі Мередіт

Асоціація провела розслідування і знайшла підтвердження фактами фінансових порушень. Тренер клубу Томас Мейлі довічно був відлучений від футболу, «Сіті» оштрафували на £ 900. Сімнадцять гравців команди також були оштрафовані і дискваліфіковані до січня 1907 року. До того ж «містян» зобов'язали продати цих гравців іншим клубам. Так, менеджеру «Манчестер Юнайтед» Ернесту Мангнеллу вдалося всього за £ 500 придбати Біллі Мередіта, а також інших талантів «Сіті»: Герберта Берджесса, Сенді Тернбулла і Джиммі Бенністера. У сезоні 1907/08 ця плеяда футболістів допомогла «Юнайтед» завоювати титул чемпіона Англії.
У 1920 році стадіон «Манчестер Сіті» став першим футбольним майданчиком за межами Лондона, який під час футбольного матчу з «Ліверпулем» відвідав британський король Георг V. А в листопаді того ж року пожежею, що виникла через непогашений недопалок, була знищена головна трибуна «Гайд Роуд». Керівництво клубу приступило до пошуків нового стадіону. Спочатку планувалося орендувати у «Манчестер Юнайтед» «Олд Траффорд», проте орендна плата, встановлена сусідами по Манчестеру, виявилася занадто високою для «містян». Тому до 1923 року команда продовжувала виступати на відремонтованому «Гайд Роуд». Останнім офіційним матчем на цій арені стала гра з «Ньюкасл Юнайтед» 28 квітня 1923 року, останнє публічне тренування відбулося в серпні того ж року. Сезон 1923/24 «Сіті» розпочав на «Мейн Роуд» у Мосс Сайді — районі Південного Манчестера. Конструкції «Гайд Роуд» були розпродані по частинах, а директор «Сіті» Джон Айртон, виказувався проти переїзду в іншу частину міста, в результаті розколу в клубі організував власну команду — «Манчестер Сентрал».
У 1926 році «Манчестер Сіті» дійшов до фіналу Кубка Англії, забивши 31 гол в 5 матчах, проте програв «Болтону» з мінімальним рахунком. У тому ж сезоні команда залишила вищий дивізіон. У другому за значущістю турнірі наступного року «містяни» посіли перше місце, що дозволило їм повернутися в еліту.
У 30-ті роки «Сіті» продемонстрував Британії ряд видатних футболістів, таких як майбутній менеджер «Манчестер Юнайтед» Метт Басбі, воротар Френк Свіфт, нападник Фред Тілсон і капітан Сем Коуен. 1933 року команда вийшла у фінал Кубка Англії, але поступилася «Евертону» з рахунком 0:3. Проте вже 1934 року «Сіті» знову повторив цей шлях і у фіналі на «Вемблі» здолав «Портсмут» з рахунком 2:1: на гол, забитий Септімусом Рутерфордом на 28-й хвилині, «городяни» відповіли в кінцівці матчу дублем Тілсона. Сем Коуен став першим і єдиним футболістом «Сіті», який зіграв у трьох фіналах Кубка Англії.
У 1937 році команда вперше у своїй історії стала чемпіоном Англії, забивши за сезон більше ста м'ячів. Але вже в наступному сезоні, ставши кращим по забитим голам, «Манчестер Сіті» виявився першим і єдиним діючим переможцем чемпіонату Англії, що залишив при цьому вищий дивізіон.

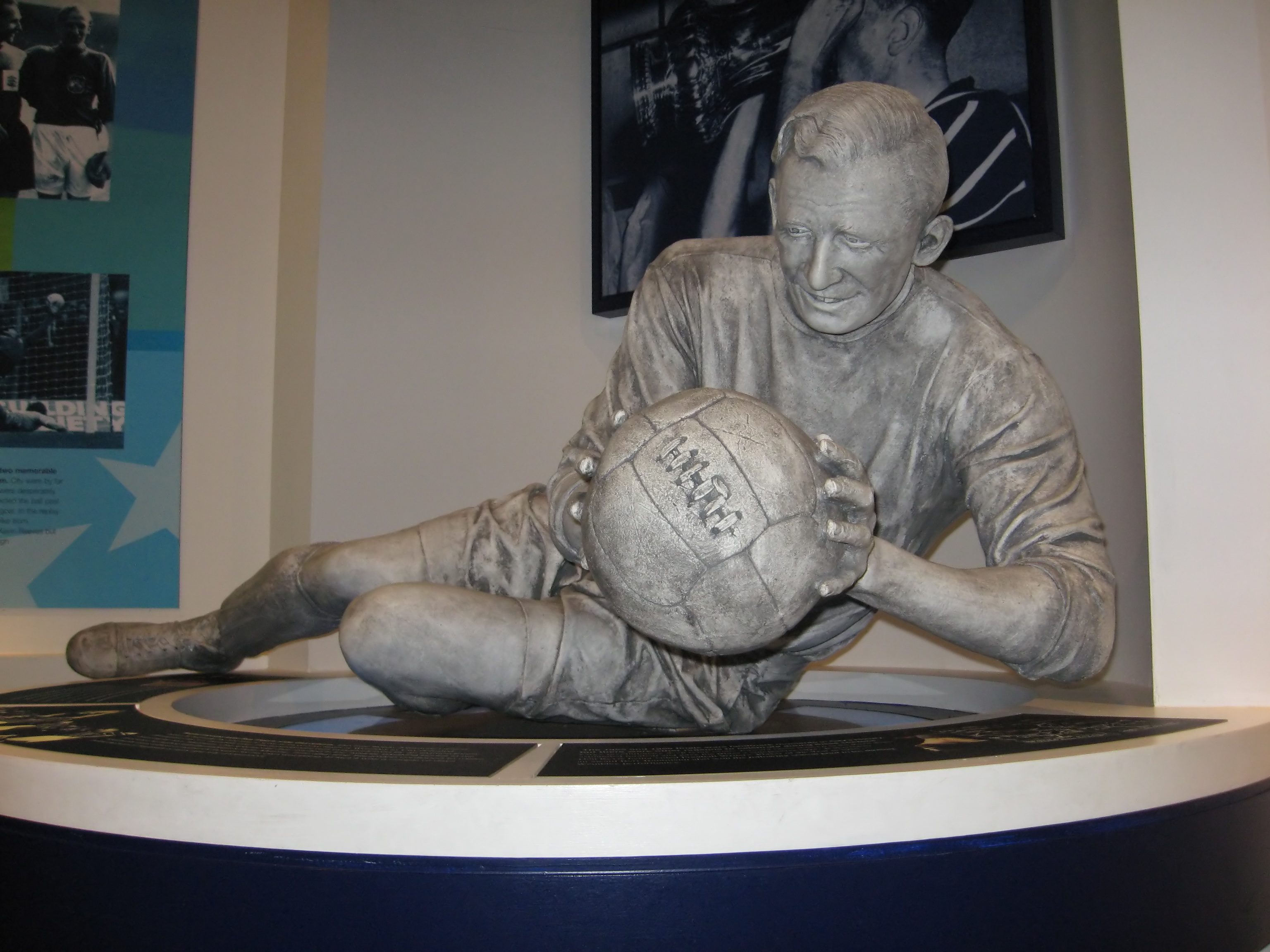
Пам'ятник Берту Траутманну в музеї «Манчестер Сіті»

«Манчестер Сіті» перебував у другій лізі протягом одного року до того моменту, як офіційні змагання в Англії були припинені через Другу світову війну. На шість років в країні була введена Військова Ліга, основною метою якої було підняття морального духу британців через спорт. Частина футболістів «Сіті», наприклад Френк Свіфт, ухвалили рішення продовжувати грати у футбол як в самому клубі, так і в деяких інших командах в статусі гостей. Інші ж вирушили добровольцями в Королівські ВПС. Зокрема Джекі Брей, який служив у військово-повітряних силах Великої Британії з 1940 року і згодом був нагороджений Орденом Британської імперії.
Одразу після поновлення турніру тренером «Сіті» став колишній капітан Сем Коуен, а адміністратором команди був призначений Вілф Вайлд. Коуен отримував зарплату в £2 тис. на місяць і при цьому частину тижня витрачав на командний менеджмент, а частина на зайняття власним бізнесом у Брайтоні. Перший матч під його керівництвом був виграний з рахунком 3:0, потім пішли 19 матчів без поразок. За підсумками сезону «Сіті» повернувся у вищу лігу, однак через розбіжності з керівництвом клубу, пов'язаних з особистими бізнес-інтересами, Коуен був відправлений у відставку.
У 1949 році клуб підписав контракт з німецьким воротарем Бертом Траутманном, покликаним замінити Френка Свіфта, що завершив кар'єру. Укладення угоди з колишнім нацистським військовим, захопленим в ході війни в полон англійцями, викликало бурхливу реакцію в суспільстві і навіть зібрав мітинг протесту в 20 тисяч чоловік. З іншого боку, Траутманна підтримали клуб і манчестерський рабин, який заявив, що «одна людина не може бути засуджена за злочини цілої країни». Через деякий час німецький воротар довів всій Англії свою відданість ідеалам спорту, демонструючи безстрашшя та безкомпромісність на футбольному полі. А в 2010він заявив:
|                  | «Я дивлюся всі ігри „Сіті“ по телебаченню, адже вони все ще мій клуб. Я люблю Англію і вболіваю за них, навіть якщо вони грають з Німеччиною» |
| — Берт Траутманн | |

#### Друга половина
Попри застосовувану тактику, відому як «план Реві», названу на честь тодішнього гравця клубу Дона Реві, перша половина 50-х років складалася для клубу не настільки вдало. І тільки в 1955 році «Манчестер Сіті» добився непоганого результату, вийшовши у фінал Кубка Англії, де поступився «Ньюкасл Юнайтед» з рахунком 1:3. На голи Джеккі Мілбурна, Боббі Мітчелла і Джорджа Ганни містяни змогли відповісти лише м'ячем, забитим Боббі Джонстоном.
5 травня 1956, через 22 роки, «містянам» вдалося знову завоювати Кубок Англії. На стотисячний «Вемблі» «Манчестер Сіті» в зустрічі з «Бірмінгемом» забив перший гол вже на 3-й хвилині: Дон Реві підхопив м'яч на своїй половині, протягнув його через пів поля і віддав ліворуч Рою Кларку, який відправив м'яч у штрафний майданчик Джо Гайєсу, а той у дотик переправив м'яч у ворота. Однак через 12 хвилин Ноель Кінсі зрівняв рахунок, і до кінця першого тайму «Бірмінгем» повністю домінував на полі. Результат гри вирішився протягом двох хвилин другого тайму: на 62-й хвилині комбінація на правому фланзі, в якій узяли участь Барнс, Боббі Джонстон і Джек Дайсон, закінчилася виведенням на ударну позицію останнього — і рахунок став 2:1; на 64-й хвилині Траутманн, який грав у другій половині матчу зі зламаною шиєю, вибив м'яч зі своєї штрафної на Дайсона, який одним дотиком переправив його Джонстону, і той відправив «кулю» у сітку воріт.
Епоха розквіту «Манчестер Сіті» в XX столітті припала на кінець 60-х — початок 70-х років. У цей період команду очолював Джо Мерсер, який 13 липня 1965 року змінив Джорджа Пойзера, якому свого часу після вильоту «містян» у другий дивізіон за підсумками сезону 1962/63 поступився місцем Лес Макдауелл. Мерсер запросив у команду Джорджа Геслопа, Майка Саммербі, Коліна Белла, Тоні Бука, Френсіса Лі, а місце у воротах зайняв молодий Джо Корріган. Ці футболісти склали кістяк легендарної команди.
Під керівництвом Мерсера клуб, через 34 роки, в 1968 році знову став чемпіоном вищого дивізіону Англії, випередивши на два очки «Манчестер Юнайтед», який на той момент мав у складі найкращого бомбардира сезону Джорджа Беста. 26 квітня 1969 року у фіналі Кубка Англії завдяки голу Ніла Янга команді з мінімальним рахунком вдалося переграти «Лестер Сіті» і в четвертий раз завоювати трофей. 7 березня 1970 року «Манчестер Сіті» вперше в своїй історії завоював Кубок Футбольної ліги: у фінальному матчі на «Вемблі» команда Мерсера відповіла на гол нападника «Вест Бромвіч Альбіон» Джеффа Астлейа двома м'ячами у виконанні Майка Дойла і Глена Пардо.
У тому ж році клуб досяг найвищого успіху на європейській арені. 29 квітня «Манчестер Сіті» у фіналі розіграшу Кубка володарів кубків у Відні здобув перемогу над польським «Гурником» з рахунком 2:1. Голи у «містян» забили Ніл Янг і з пенальті Френсіс Лі, який провів, за оцінками спортивних журналістів, один з найкращих матчів. Джо Мерсер по закінченні поєдинку сказав:
|              | Проливний дощ у другій половині матчу зруйнував гру, але я вкрай задоволений діями нашої команди, попри падіння технічного рівня у другому таймі |
| — Джо Мерсер | |

У наступному році під керівництвом дуету тренерів Джо Мерсер — Малкольм Еллісон команда дійшла до півфіналу Кубка володарів кубків, на цій стадії через травми ключових гравців городяни програли обидва матчі «Челсі» з загальним рахунком 0-2. У чемпіонаті Англії «Манчестер Сіті» посів 4-е місце, хоча по ходу сезону претендував на «золото». 1972 року через протиріччя двох наставників відбувся розпад дуету. Джо Мерсер вирушив тренувати «Ковентрі Сіті». Президент клубу Пітер Суолз пізніше пояснював:
|               | Правління повинно було вибрати між Малкольмом Еллісоном і Джо Мерсером — і ми вибрали Малкольма Еллісона |
| — Пітер Суолз | |

Сам Еллісон пізніше згадував:
|                    | Джо і я були прекрасними товаришами. Крім напруженості декількох місяців, я думаю, що у нас була тільки пара розбіжностей за весь час, поки ми співпрацювали. Я ніколи не жалкував, що працював з Джо Мерсером, і я знаю, що він відчував те ж саме по відношенню до роботи зі мною. Ми побудували неймовірну команду. Роки Мерсера-Еллісона в „Манчестер Сіті“ були кращими роками мого життя. Якби Джо був все ще з нами сьогодні, я думаю, що він сказав би те ж саме |
| — Малкольм Еллісон | |

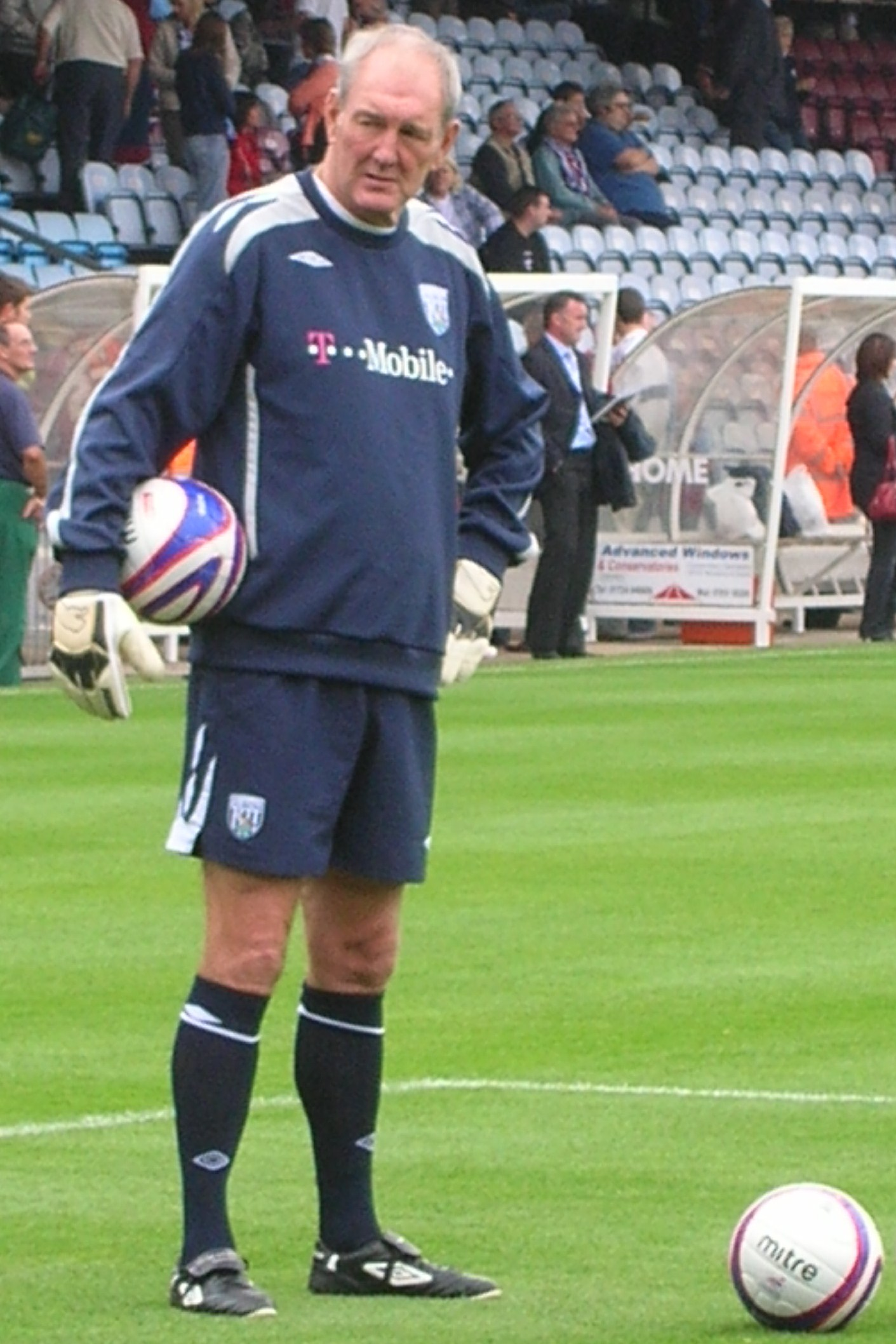
Джо Корріган — найтитулованіший воротар «Манчестер Сіті»

Однак перебування Еллісона на посту головного тренера не було довгим. У середині сезону 1972/73 «містяни» виявилися в другій половині турнірної таблиці і рятувати команду від вильоту був покликаний Джонні Харт. Завдання було виконано: у підсумку клуб посів 11-те місце. Однак проблеми зі здоров'ям не дозволили Харту продовжити роботу, і він був замінений тренером «Норвіч Сіті» Роном Саундерсом. Під його керівництвом команда дійшла до фіналу Кубка Ліги, але в чемпіонаті показувала слабкі результати. Саундерс був звільнений, і з 1974 по 1979 роки «містянян» тренував колишній капітан «Сіті» Тоні Бук.
Бук поставив завдання стабілізувати ситуацію в команді, за що здобув популярність серед уболівальників. В останній грі сезону 1973/74 проти «Манчестер Юнайтед», якому для збереження прописки в чемпіонаті необхідна була тільки перемога, «містяни» виграли 1:0. Шотландець Деніс Лоу забив у цьому матчі п'ятою у ворота свого колишнього клубу, при цьому відмовившись святкувати власний гол. Лоу залишив поле з опущеною головою, і відразу ж був замінений. Це був останній клубний матч гравця в його професійній кар'єрі.
«Манчестер Сіті» при Тоні Буку став відносно успішною командою. 28 лютого 1976 року «містяни» виграли Кубок Ліги, у фіналі перемігши «Ньюкасл Юнайтед» з рахунком 2:1. На 11-й хвилині рахунок відкрив півзахисник «Сіті» Пітер Барнс, однак, через чверть години, рівновагу в матчі відновив Алан Гоулінг. На самому початку другого тайму, на 46-й хвилині, правий вінгер «містян» Денніс Тюарт знову вивів вперед містян, і даний рахунок зберігся до кінця поєдинку. 1977 року команда посіла друге місце в чемпіонаті, відставши від чемпіона «Ліверпуля» всього на одне очко. Двічі «Манчестер Сіті» потрапляв до чвертьфіналу Кубка Ліги, а в сезоні 1978/79 дійшов до чвертьфіналу Кубка УЄФА.
На зміну досягненням 60—70-х років прийшла стагнація 80-х. Все почалося в 1979 році з повернення в команду Малкольма Еллісона, вдруге призначеного головним тренером. Короткий період перебування біля керма Еллісона охарактеризувався, насамперед, продажем таких зірок, як Ейс Гартфорд, Гарі Оуен і Пітер Барнс. На їх місце за чималі гроші Еллісон запрошував гравців, так і не розкрили свій потенціал в «Сіті». Одним з таких придбань став Стів Дейлі, сума операції по трансферу якого склала £ 1,5 млн і на той момент стала рекордною в чемпіонаті Англії. Зважаючи на непродуману кадрову політику і слабкий початок сезону 1980/81 Еллісон був замінений Джоном Бондом.
У тому ж сезоні Бонд зміг забезпечити 10-те місце в чемпіонаті Англії, при цьому домігшись перемоги над «Ліверпулем» 3:1 на «Енфілді». Принцип Бонда базувався на придбанні досвідчених гравців для зміцнення основи, яку становила молодь. Завдяки такій позиції, «містяни» в 1982 році зуміли вийти у фінал Кубка Англії, поступившись на «Вемблі» «Тоттенгему» з рахунком 2:3, попри видатну гру Стіва Маккензі. І все ж два роки по тому зважаючи на перебування команди в середині турнірної таблиці і розбіжності тренера з керівництвом Бонд був звільнений зі своєї посади. Його місце зайняв Джон Бенсон.
Перебування Бенсона біля керма «Сіті» запам'яталося вильотом команди з Першого дивізіону і поразкою в останньому турі від «Лутон Тауна», коли навіть нічия дозволила б команді зберегти прописку в еліті. Біллі Макніл, покликаний замість Бенсона повернути «містян» у вищу лігу, з цим завданням впорався. Проте в сезоні 1985/86 клуб знову ледь не опинився у Другому дивізіоні і слабо почав чемпіонат 1986/87. Керівництво звільнило фахівця і запросило Джиммі Фріззелла на частину сезону, результатом якого стало вибування «Сіті» з еліти — команда посіла друге місце з кінця турнірної таблиці.

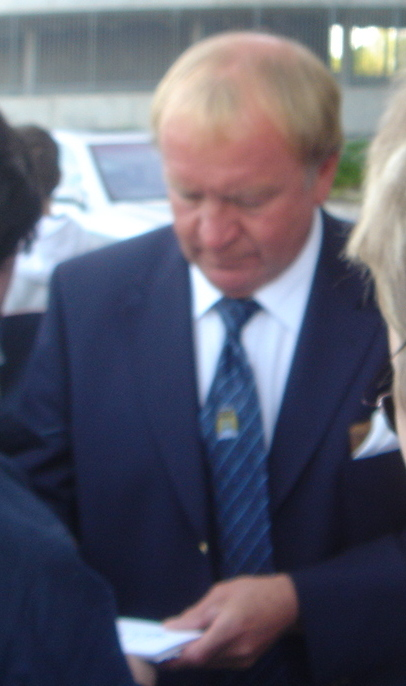
Френсіс Лі — легендарний нападник, а згодом президент «Манчестер Сіті»

Знову повернув клуб в Перший дивізіон Мел Макгін. Проте в листопаді 1989 року він був звільнений, попри перемогу над «Манчестер Юнайтед» з рахунком 5:1, після якої сер Алекс Фергюсон зізнався, що це була для нього найобразлмвіша «менеджерська» поразка. З листопада 1989 року до листопада 1990 року «городянами» керував Говард Кендалл, який створив непоганий заділ для майбутнього підйому команди. Після відходу Кендалла в «Евертон» його місце зайняв 34-річний граючий тренер Пітер Рід. Перші два сезони при Ріді «Манчестер Сіті» завершив на п'ятому місці, а за підсумками чемпіонату 1992/93 став дев'ятим. На початку сезону 1993/94 Рід був звільнений. Замість нього призначили Браяна Гортона, який зміг домогтися лише збереження прописки в еліті, зайнявши 16-те місце в чемпіонаті.
У 1994 року клуб під тиском вболівальників перейшов від колишнього власника Пітера Суолза, що визнав свої помилки, до консорціуму на чолі з колишнім футболістом «городян» Френсісом Лі. Гортон залишився на своєму посту. Однак 17-те місце — показник сезону 1994/95 — змусило керівництво звільнити Гортона і призначити на його місце колишнього тренера «Саутгемптона» Алана Болла. Новий менеджер спробував провести реформу, згідно з якою відбувалося омолодження складу, а гра будувалася навколо грузинського півзахисника Георгія Кінкладзе. Але по закінченні сезону 1995/96 «Манчестер Сіті» вилетів у Перший Дивізіон. Болл був звільнений на початку сезону 1996/97, на його місце призначили Стіва Коппелла, який встановив рекорд клубу за короткостроковістю перебування біля керма колективу — він керував «городянами» лише в шести матчах. Після цього до керівництва командою приступив Філ Ніл, проте програв 7 матчів з 10, що призвело до падіння в другу половину турнірної таблиці. Сезон «Манчестер Сіті» закінчував на чолі з колишнім тренером «Ноттінгем Форест» Френком Кларком, який не зміг підняти клуб вище 14-го місця. В середині наступного сезону він був звільнений, а прийшов на його місце колишній наставник «Олдем Атлетік» і «Евертона» Джо Ройл, що не зміг врятувати «городян» від вильоту у Другий Дивізіон — третій за рангом футбольний турнір Англії. Пізніше Ройл згадував:
|            | У „Манчестер Сіті“ не було гарячої води, і підписувати можна було тільки старих і вільних агентів |
| — Джо Ройл |                                                                                                   |

На тлі рекордно низького падіння посаду президента клубу зайняв Девід Бернстайн. При новому керівництві «Сіті» після закінчення сезону 1998/99 повернувся в Перший Дивізіон, в плей-оф перегравши по пенальті «Джиллінгем». Після закінчення наступного сезону клуб впевнено повернувся в Прем'єр-лігу. Влітку 2000 року команду поповнили півзахисник Альф-Інге Голланд і нападник Джордж Веа, взимку приєдналися Річард Данн і Даррен Гакербі, в оренду у шотландського «Рейнджерс» був узятий Андрій Канчельскіс. Але в підсумку «Манчестер Сіті» зайняв 18-е місце і знову вибув з Прем'єр-ліги.
21 квітня 2001 року, попри протести вболівальників, керівництво відправило Джо Ройла у відставку. Через три дні на його місце був призначений екс-головний тренер збірної Англії Кевін Кіган.

### XXI століття

#### «Нульові роки»

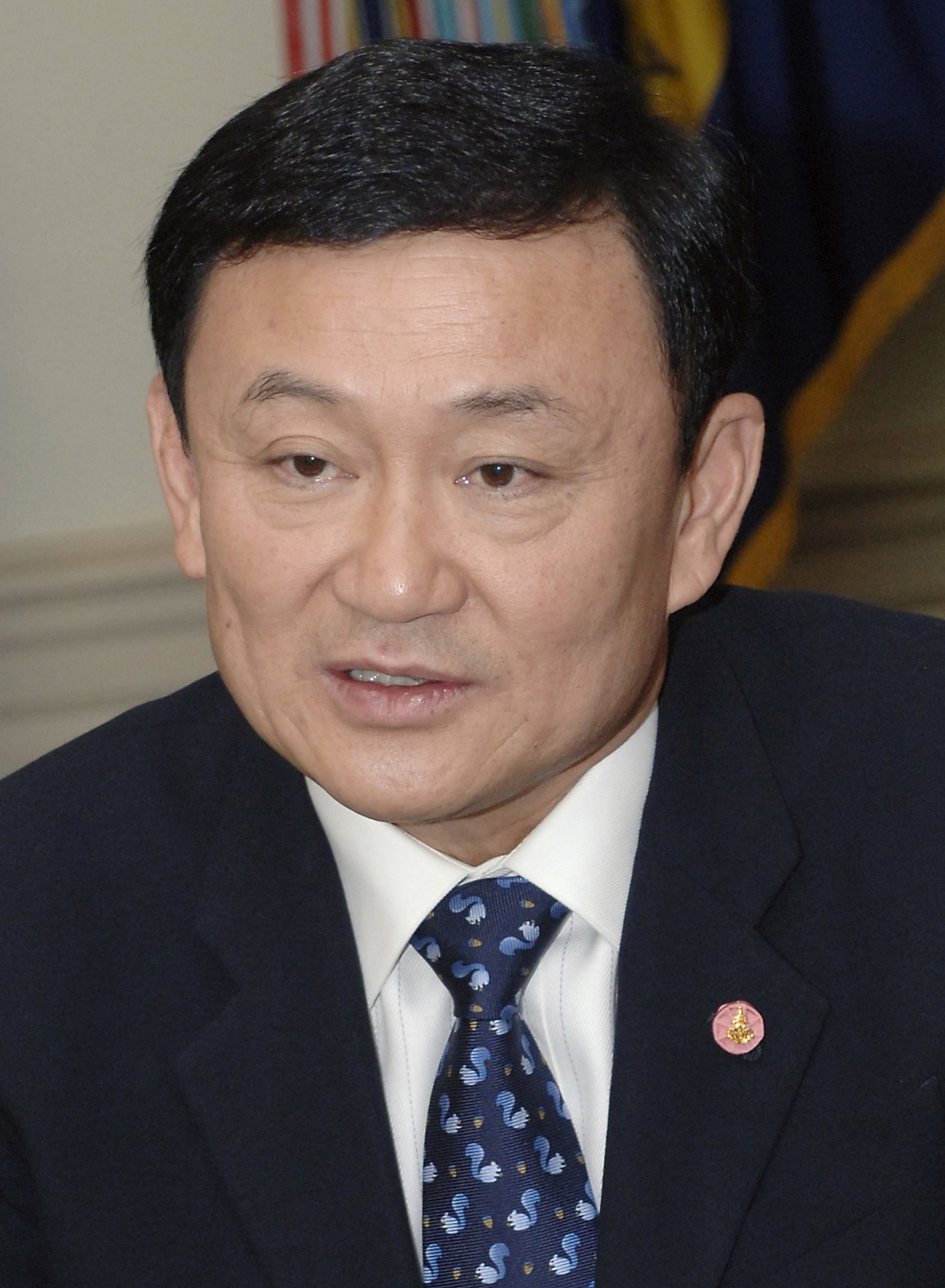
Таксин Чинават — перший іноземний власник «Манчестер Сіті»

У 2002 році «Манчестер Сіті» повернувся в Прем'єр-лігу. Перед початком сезону клуб зробив кілька непоганих придбань. Лави містян поповнили воротар Петер Шмейхель, захисники Сільвен Дістен і Давід Сомма, хавбеки Марк-Вів'єн Фое і Вісенте Матіас Вуосо, за £ 17,5 млн у французького «Парі Сен-Жермен» був куплений Ніколя Анелька, взимку перейшов ще один нападник — Роббі Фаулер. За підсумками чемпіонату «містяни» посіли дев'яте місце в Прем'єр-лізі і вперше за 24 роки без участі в єврокубках отримали право виступити в кваліфікаційному раунді Кубка УЄФА за правилом Fair Play. 2003 рік став останнім для команди на стадіоні «Мейн Роуд». У тому ж році команда переїхала на новий 48-тисячний «Сіті оф Манчестер», який самі вболівальники називають «Істлендс». При всіх поліпшеннях загальні спортивні показники «Манчестер Сіті» залишалися далеко не видатними. Звільнення 11 березня 2005 року головного тренера Кевіна Кігана і призначення його помічника Стюарта Пірса, покупка в 2006 році Андреаса Ісакссона, Дітмара Гаманна і Бернардо Корраді не змінили картини.
Влітку 2007 року через компанію UK Sports Investments за $ 43 млн (плюс $ 119 млн боргів) клуб був придбаний Таксином Чинаватом, який пообіцяв поетапне поліпшення спортивних досягнень клубу.
|                   | У перший рік наша мета — увійти в десятку, в другий рік — в шістку, а на третій рік ми маємо намір боротися за путівку в Ліги чемпіонів |
| — Таксин Чиннават | |

Нові власники зобов'язалися «здійснювати значні вкладення в клуб». «Вкладеннями» стали підписання 6 липня 2007 року трирічного контракту з відомим шведським тренером Свеном-Йораном Ерікссоном і трансфери Ведрана Чорлуки, Хав'єра Гаррідо, Желсона Фернандеша, Мартіна Петрова, Елано, Бенджані Мваруварі, Валерія Божинова. У сезоні клуб двічі переміг у манчестерському дербі, але в чемпіонаті фінішував лише дев'ятим, програвши останній матч скромному «Мідлсбро» з рахунком 1:8. За підсумками керівництво «Манчестер Сіті» 2 червня 2008 року відправило Ерікссона у відставку і призначило тренером валлійця Марка Г'юза.

#### Еміратське управління

##### Розвиток
У останній день літа 2008 року після тритижневих переговорів, що завершилися підписанням у дубайському готелі Emirates Palace угоди про продаж клубу, новим власником «Манчестер Сіті» стала інвестиційна група Abu Dhabi United Group (ADUG) з ОАЕ. Глава фінансової структури шейх Мансур бін Заєд аль-Нахаян за посередництва генерального директора Hydra Properties Сулеймана Аль Фахіма та керівника юридичного бюро Emirates Group Халіда Аль Мухайрі викупив у Чиннавата спочатку 90 % акцій «містян», а ще через рік придбав решту 10 %. В результаті ADUG стала єдиним і повноправним власником «Манчестер Сіті». Негайно було поставлено завдання в найкоротші терміни увійти до числа топ-клубів Старого Світу. Шейх Мансур заявив наступне:
|               | Щоб здолати такі команди, як «Челсі» і «Барселона», необхідно придбати щонайменше 22 зірки першої величини. Гроші — не проблема. Головне, щоб у моїй команді на кожній позиції грав топ-футболіст, а клуб за короткий час став провідним в Європі |
| — Шейх Мансур | |

Тим же літом були придбані захисники Пабло Сабалета, Венсан Компані, Таль Бен-Хаїм і Глаубер, з «Челсі» повернувся півзахисник Шон Райт-Філліпс. У московського ЦСКА за £ 18 млн викупили перспективного бразильського нападника Жо. У зимове трансферне вікно «Манчестер Сіті» був ще більш активний: команду поповнили досвідчений голкіпер Шей Гівен і молодий воротар Гуннар Нільсен, захисник Вейн Брідж, опорний хавбек Найджел Де Йонг, а також двоє нападників — Крейг Белламі і Робіньйо, куплений у мадридського «Реала» за £ 32,5 млн — суму, що стала на той момент рекордною в історії клубу. Однак команда продемонструвала ще більш гнітючий результат, ніж у попередньому сезоні, — 10-е місце.
Попри численні чутки про намір керівництва посилити тренерську позицію, сезон 2009/10 «Манчестер Сіті» розпочав під керівництвом Марка Г'юза. Всупереч заяві Голови ради директорів клубу Халдуна аль-Мубарака про те, що «не слід розкидатися грошима», «містяни» продовжили свою трансферну політику. Влітку з «Астон Вілли» прийшли воротар Стюарт Тейлор і півзахисник збірної Англії Гарет Баррі, з «Барселони» захисник Сілвіньйо, з «Арсеналу» захисник Коло Туре і форвард Еммануель Адебайор, у «Евертона» за £ 24 млн був куплений центральний захисник Джолеон Лескотт, а у «Манчестер Юнайтед» і «Блекберна» — форварди Карлос Тевес і Роке Санта Крус за £ 25,5 млн і майже £ 19 млн відповідно. Тим не менш результати команди не покращувались і 19 грудня 2009 року після серії невдалих матчів керівництво ухвалило рішення розлучитися з Марком Г'юзом, попри невдоволення деяких футболістів команди.. Сам Г'юз заявив про «нечесну гру» з боку власників «Сіті»:
|             | Після матчу з «Сандерлендом» мені оголосили про те, що мій контракт з клубом достроково завершений. Попри припущення в ЗМІ, в клубі мене не попередили, що таке рішення може бути ухвалене. Враховуючи, наскільки швидко було знайдено нового тренера, можна припустити, що відправити мене у відставку було вирішено вже давно. На початку сезону я розмовляв з власниками команди, і ми вирішили, що реалістично поставити мету — зайняти шосте місце в чемпіонаті або набрати близько 70 очок. Все це було передано футболістам. Звичайно, кожен у „Сіті“ хотів частіше перемагати, і ми йшли правильним шляхом, але мене звільнили» |
| — Марк Г'юз | |

Аль Мубарак через пресу відповів валлійській фахівця, що «в останніх 11 матчах команда здобула лише дві перемоги. Це абсолютно неприйнятно. Шейх Мансур і рада директорів не бачать ніяких передумов до того, щоб ситуація змінилася на краще».

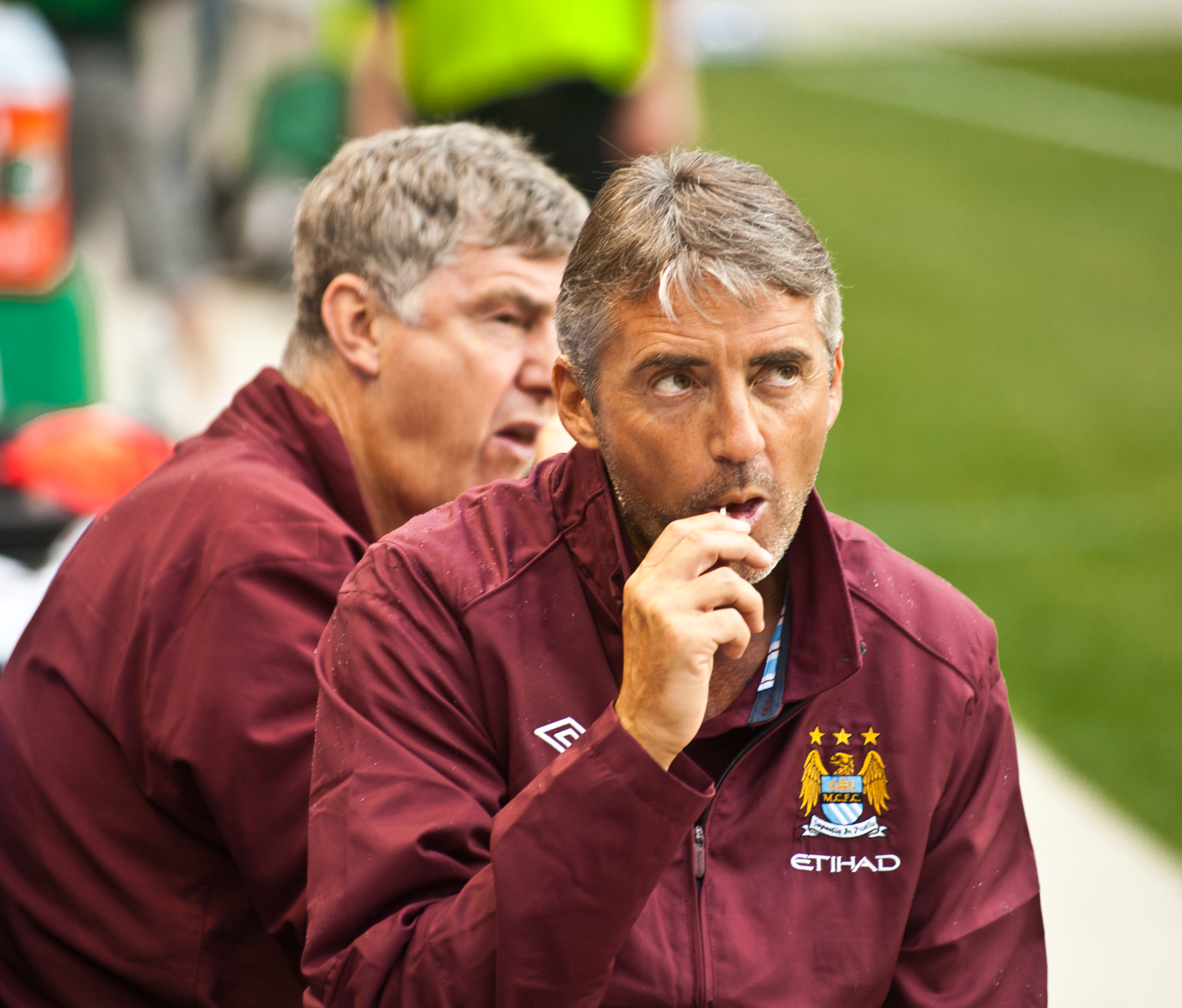
Роберто Манчіні та Браян Кідд — творці найгучніших успіхів «Манчестер Сіті» в XXI столітті

На місце Г'юза був запрошений італійський фахівець Роберто Манчіні, а його асистентом став Браян Кідд. Взимку до зіркової компанії додалися чемпіон світу та Європи Патрік Вієйра і молодий хавбек Адам Джонсон, а команда зайняла 5-е місце в чемпіонаті, що дозволило їй вийти в Лігу Європи.
Влітку 2010 року «Манчестер Сіті» став головним ньюзмейкером Європи на трансферному ринку. Команду поповнили захисники Александар Коларов (£ 20 млн) і Жером Боатенг (£ 11 млн), хавбеки Яя Туре (£ 26,4 млн), Джеймс Мілнер (£ 19,3 млн) і Давід Сільва (£ 25,3 млн), а також один з найкращих молодих форвардів Старого Світу Маріо Балотеллі (£ 26 млн). При цьому «Сіті» розлучився з захисниками Сілвіньйо (завершив кар'єру) і Хав'єром Гаррідо, півзахисниками Мартіном Петровим і Стівеном Айрлендом, нападниками Бенджані Мваруварі і Робіньо, який перейшов до «Мілана». Зимове трансферне вікно дозволило відправити в оренду Роке Санта Круса, Давіда Гонсалеса, Вейна Бріджа і Еммануеля Адебайора, який перебрався в мадридський «Реал».
Справи «містян» пішли в гору як у внутрішній першості, так і в Лізі Європи. А із зимовим придбанням боснійського нападника Едіна Джеко за £ 27 млн, кількість грошей, витрачених шейхом Мансуром на «Манчестер Сіті», включаючи трансфери і зарплати тренерів і гравців, склало близько £ 1 млрд.
17 березня 2011 на стадії 1/8 фіналу клуб покинув Лігу Європи, програвши за підсумком двох матчів київському «Динамо» (поразка у першій грі 0:2 і перемога вдома 1:0), що дозволило «Манчестер Сіті» повністю зосередитися на внутрішніх турнірах. Так, 11 травня після перемоги з мінімальним рахунком над «Тоттенгемом» клуб вперше отримав право брати участь у Лізі чемпіонів. Востаннє «містяни» брали участь у найпрестижнішому клубному турнірі Старого Світу в сезоні 1968/69. Тоді він називався Кубком чемпіонів.
Після матчу зі «шпорами» Роберто Манчіні заявив:
|                   | Вітаю всю команду. Вважаю, вона провела фантастичний сезон у Прем'єр-лізі. Попереду ще два матчі, і в нас є шанс піднятися на третє місце в турнірній таблиці. Для мене це дуже важливий момент. Ми багато працювали в цьому сезоні і раді привітати наших уболівальників. Думаю, немає нічого неможливого, і ми спробуємо наздогнати «Арсенал» |
| — Роберто Манчіні | |

У підсумку він виявився правим: в останніх турах Прем'єр-ліги «містяни» набрали 6 очок при 1 за два матчі у лондонців. 22 травня «Манчестер Сіті» став бронзовим призером чемпіонату Англії, набравши однакову кількість очок з срібним призером «Челсі», але поступившись за різницею забитих і пропущених м'ячів. Це дозволило команді потрапити в груповий етап Ліги чемпіонів без участі в кваліфікаційному раунді. Крім того, нападник Карлос Тевес став найкращим бомбардиром турніру разом з форвардом «Манчестер Юнайтед» Дімітром Бербатовим (21 м'яч), воротар Джо Харт отримав «Золоті рукавички» — приз найкращому воротареві англійської Прем'єр-ліги за кількістю «сухих» матчів в сезоні. Голкіпер збірної Англії залишав свої ворота в недоторканності в 17 іграх турніру.
Найбільше досягнення в сезоні прийшло до «Манчестер Сіті» ще 14 травня: у фіналі Кубка Англії команда обіграла «Сток Сіті» і тим самим завоювала перший трофей з 1976 року. За підсумками гри Роберто Манчіні заявив:
|                   | Можу лише сказати, що я дуже радий за наших уболівальників. Після стількох років вони заслужили цей трофей. Не сказав би, що ми сьогодні домінували. Нам, безумовно, потрібно додавати, але ми все одно щасливі. Ми вписали нову сторінку в історію „Манчестер Сіті“. Це — тільки початок» |
| — Роберто Манчіні | |

##### Чемпіонство 2011—2012

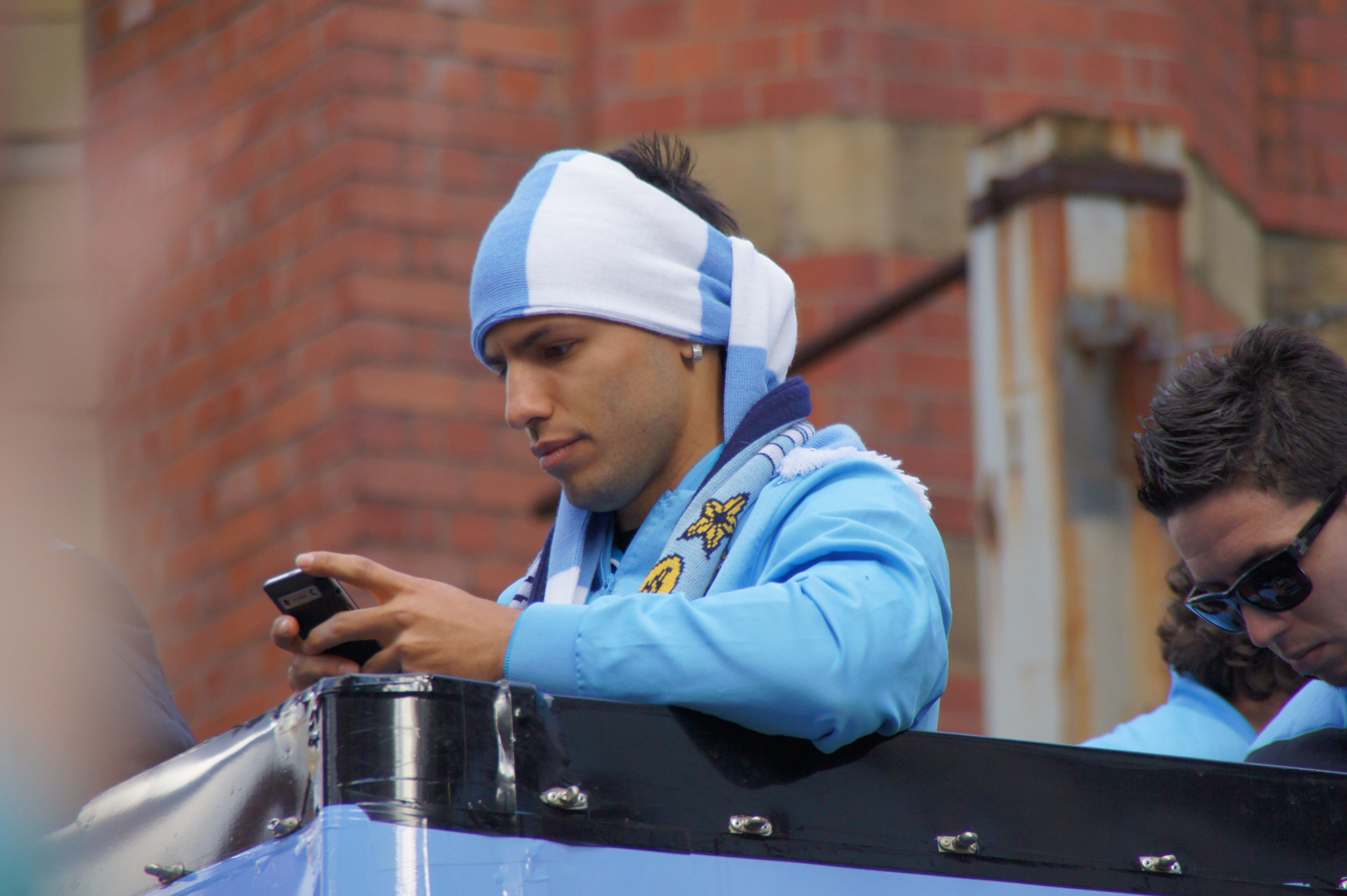
Найдорожчий футболіст в історії «Манчестер Сіті» Серхіо Агуеро святкує перемогу в чемпіонаті Англії

Відразу після закінчення сезону 2010/11 Роберто Манчіні зустрівся в ОАЕ з Халдуном Аль Мубараком. У результаті спілкування італійського фахівця і арабського бізнесмена була досягнута домовленість про виділення траншу на покупку нових футболістів. І в літнє трансферне вікно 2011 року команду поповнили такі зірки світового футболу, як Самір Насрі і Серхіо Агуеро. Сума, виплачена за останнього (£ 38 млн), стала рекордною в історії трансферів клубу. Також «містянами» були придбані захисники Гаель Кліши і Стефан Савич, півзахисник Оуен Харгрівз, в оренду взятий румунський голкіпер Костел Пантілімон, а в зимове трансферне вікно повністю викуплений у румунської «Тімішоари». Водночас команду покинули Патрік Вієйра, який завершив кар'єру і увійшов в штаб клубу, а в травні 2013 року призначений головним тренером молодіжного складу, знову відправлений в оренду Еммануель Адебайор, продані Шей Гівен, Жо, Крейг Белламі, Шон Райт-Філліпс, Жером Боатенг, Феліпе Кайседо і ряд інших юних футболістів.
У липні 2011 року стадіон «Сіті оф Манчестер» був офіційно перейменований в «Етіхад Стедіум» згідно угоді зі спонсором команди — компанією Etihad Airways. Договір був підписаний на 10 років і мав на увазі розміщення бренду спонсора в назві стадіону, його логотипів в зовнішній рекламі в межах арени і в споруджуваному центрі спортивних споруд Східного Манчестера Etihad Campus, а також на футболках гравців. Деякими ЗМІ вартість угоди про перейменування стадіону оцінювалася в £ 120 млн.
Матч-відкриття сезону за Суперкубок Англії «Манчестер Сіті» програв принциповим суперникам «Манчестер Юнайтед» з рахунком 2:3, ведучи після першого тайму 2:0. Однак клуб потужно стартував в англійській Прем'єр-лізі, здобувши 12 перемог у 14 стартових турах, лише двічі зігравши внічию — з «Фулгемом» і «Ліверпулем». При цьому в 9-му турі команда Манчіні розгромила недавніх кривдників з «Манчестер Юнайтед» з рахунком 6:1, здобувши найбільшу перемогу на «Олд Траффорд» за 56 років. По закінченні дербі Манчіні заявив:
|                   | Сезон дуже довгий, ми граємо кожні три дні, і кожна гра дуже складна. Ми грали дуже добре проти „Тоттенгема“ і „Болтона“, але це була інша гра — ми грали проти такої сильної команди, як „Юнайтед“. Але в підсумку ми набрали три очки — нам ніхто не дасть шість очок за шість голів. Це лише один матч, і я думаю, що „Юнайтед“ як і раніше йде попереду нас. Змінити ми це можемо тільки в тому випадку, якщо виграємо титул. Тоді, можливо, все буде по-іншому, але зараз „Юнайтед“ краще нас. Звичайно, я задоволений, тому що ми перемогли „Юнайтед“. Мало команд можуть перемогти на „Олд Траффорд“, і саме тому це був важливий матч — справа не в підсумковому результаті, а в тому, що ми грали на їх полі. Це важливо для наших уболівальників. Голи допомагають нам лише з турнірної точки зору. Я щасливий, що ми набрали три очки, але я також думаю, що якщо ми хочемо довгий час залишатися нагорі, нам потрібно ще дуже багато працювати і ставати краще. |
| — Роберто Манчіні | |

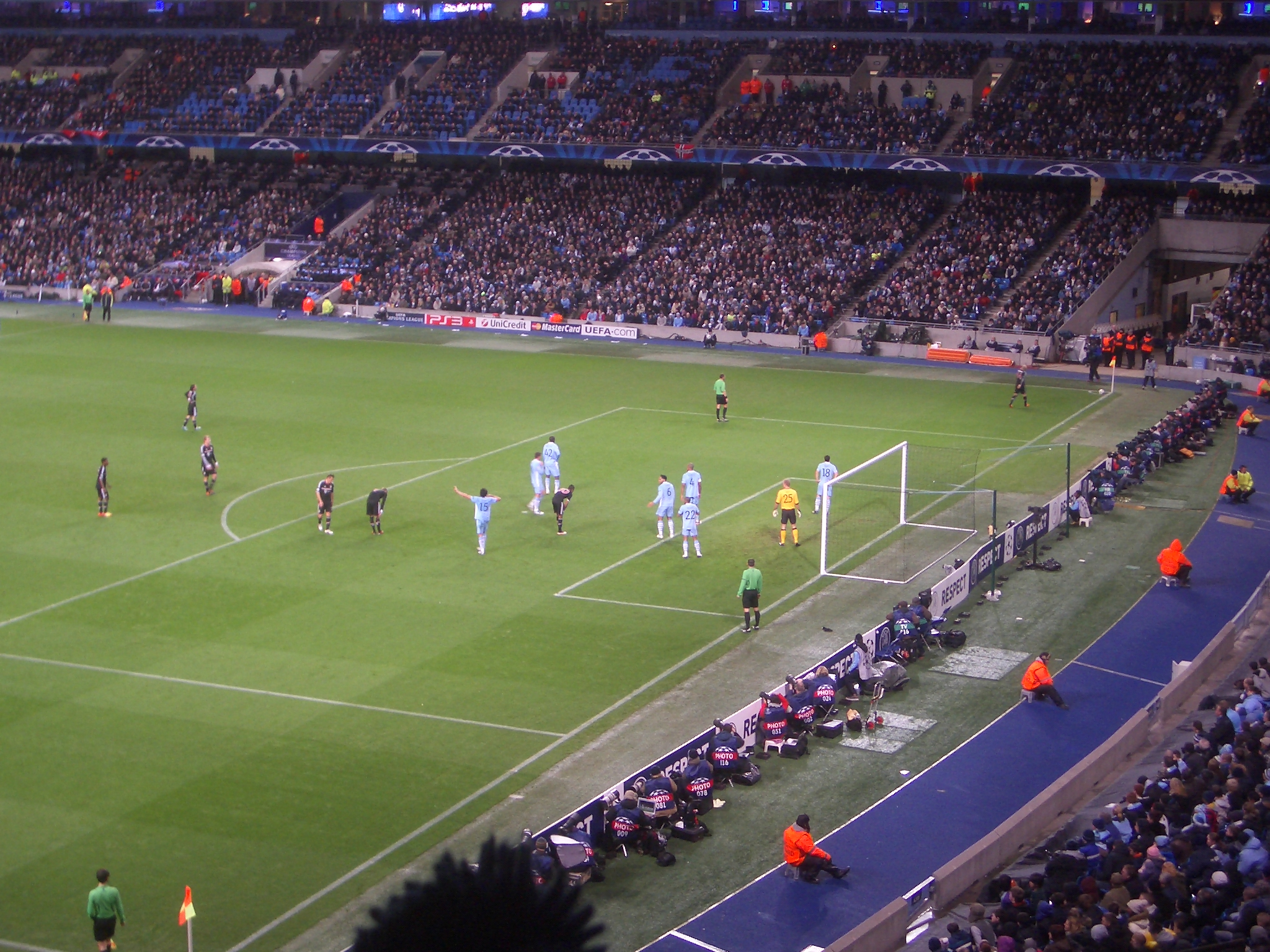
«Манчестер Сіті» проти «Баварії» в Лізі чемпіонів УЄФА в 2011 році

Першої поразки в Прем'єр-лізі 2011/12 команда Манчіні зазнала в 15-му турі. 12 грудня 2011 «Манчестер Сіті» поступився «Челсі» Андре Віллаша-Боаша з різницею в один м'яч — 1:2. Перший гол на 2-ій хвилині забив Маріо Балотеллі, проте вже у стартовій сорокап'ятихвилинці завдяки точному удару Рауля Мейреліша «аристократи» зрівняли рахунок, а у другому таймі пенальті, реалізований Френком Лемпардом, підбив підсумок гри.
За п'ять днів до поразки від «Челсі» «містяни» офіційно покинули Лігу чемпіонів 2011/12, попри перемогу в останньому матчі групи, здобуту над мюнхенською «Баварією» з рахунком 2:0. Результатом виступу в груповому турнірі «Манчестер Сіті» стало 3-тє місце — після «Баварії» і «Наполі», що випередили англійців на 3 і 1 очко відповідно. При цьому третя сходинка у фінальній таблиці гарантувала «містянам» продовження участі у весняній стадії Ліги Європи, що дозволило букмекерам оголосити команду фаворитом турніру. В 1/16 фіналу другого за значущістю єврокубка суперником «Сіті» став португальський «Порту». Команда успішно подолала перший раунд плей-оф, обігравши португальців у двох матчах — 2:1 на виїзді і 4:0 вдома. В обох матчах по разу відзначився Серхіо Агуеро. Проте на стадії 1/8 фіналу «Сіті» припинив боротьбу за єврокубок, програвши в Лісабоні іншому представнику Португалії — «Спортінгу» — з рахунком 0:1 і, попри перемогу 3:2 в матчі-відповіді, де дублем відзначився Агуеро, не зміг пробитися до чвертьфіналу. По закінченні другої гри наставник «Спортінга» Рікарду Са Пінту заявив:
|                    | Склад „Манчестер Сіті“ дуже сильний, у нього на кожне місце претендують два рівнозначних футболіста. Але „Спортінг“ зумів перемогти завдяки високій ігровій дисципліні і великій вірі в успіх. Можна сказати, що ми перевершили самих себе. |
| — Рікарду Са Пінту | |

У внутрішніх кубкових турнірах «Манчестер Сіті» також не добився великих успіхів. 8 січня 2012 на стадії 1/32 фіналу команда програла «Манчестер Юнайтед» з рахунком 2:3, поступаючись після першого тайму 0:3. У Кубку Ліги «Сіті» дійшов до півфіналу, проте за сумою двох матчів (домашня поразка 0:1 і виїзна нічия 2:2) поступився майбутньому володарю трофею «Ліверпулю».

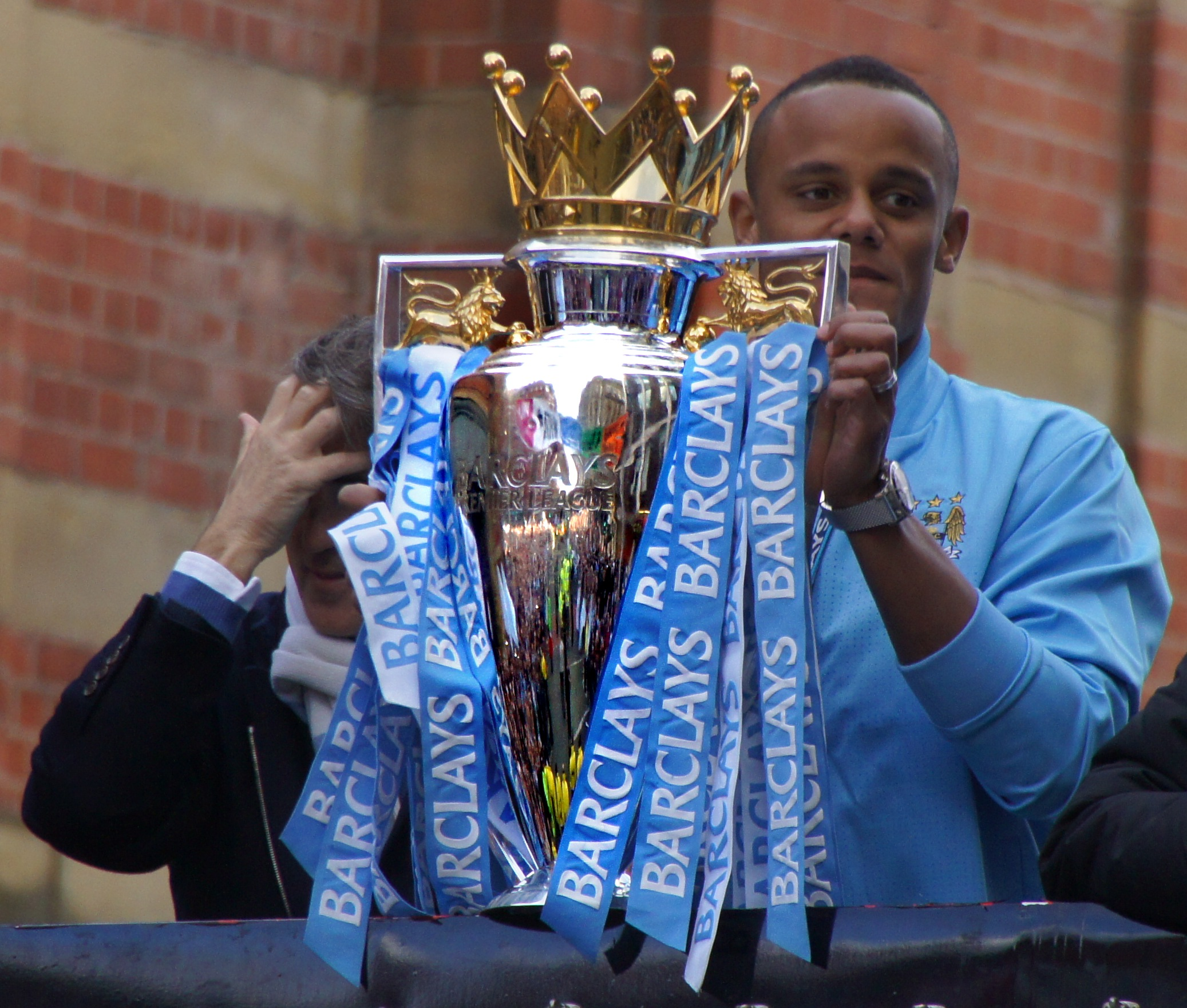
Венсан Компані і Роберто Манчіні з кубком Прем'єр-ліги 2012 року

У Прем'єр-лізі команда довго (з 8-го по 27-й тур) йшла на 1-му місці, однак поразка з мінімальним рахунком від «Свонсі Сіті» дозволила «Манчестер Юнайтед» очолити таблицю. У наступному турі послідувала перемога 2:1 над «Челсі», якій посприяв Карлос Тевес, що не грав з вересня 2011 року через конфлікт з тренером. Але потім «Сіті» двічі зіграв внічию — зі «Стоком» і «Сандерлендом», а 8 квітня і зовсім програв «Арсеналу» 0:1, тим самим після 32-го туру дозволивши «Юнайтед» відірватися на 8 очок. Проте потім пішла серія з шести перемог поспіль, в тому числі в «манкуніанському дербі» і наднапруженому матчі останнього туру з «Квінз Парк Рейнджерс», які дозволили клубу при однаковому з «Манчестер Юнайтед» кількості очок (по 89) вперше за 44 роки зайняти перше місце в чемпіонаті Англії. Після закінчення сезону в АПЛ, найкращим гравцем якого був визнаний захисник «Сіті» Венсан Компані.
|                      | Уболівальники чекали довгих 44 роки, час минав, клуб залишався без титулу і всі до цього звикли, сприймаючи відсутність перемог звичайною справою. Нинішня команда зламала цей стереотип. Давайте викинемо з голови цей «типовий» «Сіті», який залишається в минулому. Перед клубом відкривається нова ера, в якій нинішній чемпіонський титул є не кінцевою, а відправною точкою |
| — Халдун Аль-Мубарак | |

##### Сезон 2012/13
На початку липня 2012 стало відомо, що Роберто Манчіні підписав з клубом новий контракт, розрахований на п'ять років. За відомостями авторитетних агентств, річна зарплата наставника склала близько £ 7 млн. Раніше ЗМІ повідомляли про інтерес до італійця з боку керівництва РФС і навіть про підписаний контракт про роботу в збірній Росії..
Ще в травні 2012 року, за відомостями англійської преси, клуб мав намір досягти трьох трансферних цілей літнього міжсезоння: покупки валлійця Гарета Бейла, бельгійця Едена Азара і голландця Робіна ван Персі, який став найкращим бомбардиром англійської Прем'єр-ліги сезону 2011/12 у складі «Арсеналу». Однак Бейл продовжив контракт з «Тоттенгемом», Азар був придбаний «Челсі», а ван Персі перейшов до «Манчестер Юнайтед». Натомість «Манчестер Сіті» підписав контракти з воротарем Річардом Райтом, що прийшов по вільному трансферу, захисниками італійських «Інтернаціонале» і «Фіорентини» Майкономта Матієм Настасичем відповідно, опорними півзахисниками «Бенфіки» Хаві Гарсією та «Евертона» Джеком Родвеллом, нападником «СВонсі» Скоттом Сінклером, призначив колишнього топ-менеджера «Барселони» Ферран Соріано на посаду виконавчого директора клубу, продав Грега Каннінгема, Стефана Савича, Агмада Беналі, Гая Ассуліна, Владіміра Вайсса, Адама Джонсона, Найджела Де Йонга і Еммануеля Адебайора, відправив в оренду Вейна Бріджа, Дедріка Бояту, Магомед Абу, Омара Елабделлауї, Гаррі Банна і Роке Санта Круса. Воротар Стюарт Тейлор і півзахисник Оуен Гаргрівз стали вільними агентами.
12 серпня 2012 року «Манчестер Сіті» виграв Суперкубок Англії, перемігши з рахунком 3:2 лондонський «Челсі». Перший м'яч у грі забив форвард лондонців Фернандо Торрес, проте незабаром «пенсіонери» залишилися в меншості. У другому таймі по разу відзначилися «городяни» Яя Туре, Карлос Тевес і Самір Насрі. За десять хвилин до кінця матчу Раяну Бертрану вдалося скоротити розрив, але в підсумку «Сіті» довів матч до перемоги.

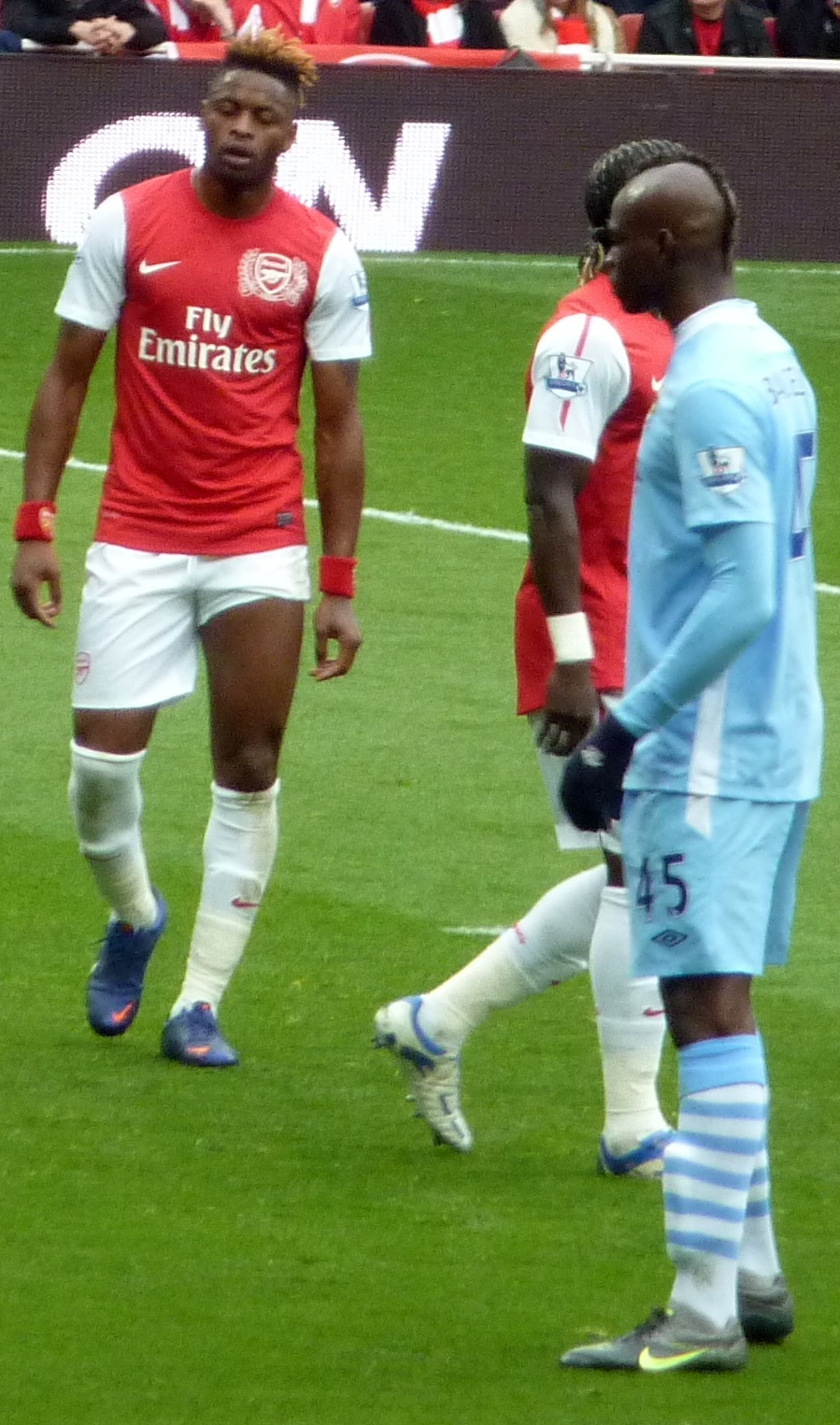
Маріо Балотеллі в матчі чемпіонату Англії проти «Арсеналу»

Напередодні старту сезону 2012/13 провідні букмекерські контори Англії опублікували прогнози, згідно з якими «Манчестер Сіті» вважався головним претендентом на чемпіонство в Прем'єр-лізі, хоча Роберто Манчіні заявляв, що фаворитом чемпіонату є «Манчестер Юнайтед».
В осінній частині футбольних турнірів сезону 2012/13 «Сіті» виглядав не найкращим чином. 25 вересня 2012 року в рамках 1/16 Кубка Ліги в додатковий час команда поступилася «Астон Віллі» з рахунком 2:4. У Лізі чемпіонів «Манчестер Сіті» також не здобув лаврів, посівши останнє місце в групі D. Набравши 3 очки (3 нічиї та 3 поразки), команда залишила єврокубки, поступившись право участі у плей-офф Ліги чемпіонів дортмундській «Боруссії» і мадридському «Реалу», а в плей-оф Ліги Європи — амстердамському «Аяксу». До першої поразки в Прем'єр-лізі, 9 грудня 2012 року від «Манчестер Юнайтед» (2:3), «Сіті» займав другу позицію, здобувши 9 перемог і 6 раз зігравши внічию. 26 грудня команда програла другий раз в турнірі — 0:1 «Сандерленду», проте потім зміцнила позиції, видавши серію перемог, в тому числі 13 січня 2013 року над «Арсеналом» (2:0).
Незадовго до відкриття зимового трансферного вікна керівництво «Манчестер Сіті» не стало продовжувати контракт з фарерським воротарем Гуннаром Нільсеном і розірвав угоду з півзахисником Майклом Джонсоном. У січні команду залишив форвард Маріо Балотеллі, який перейшов в «Мілан» за €20 млн на умовах виплати цієї суми рівними траншами за €4 млн протягом п'яти років.
У другій половині сезону «Сіті» справно набирав очки в АПЛ, програвши після Нового року лише в чотирьох матчах (поразка в останньому турі від «Норвіч Сіті» вже не могла вплинути на розподіл місць у турнірній таблиці) і навіть зумів помститися «Манчестер Юнайтед» за поразку в першому колі, обігравши на «Олд Траффорд» команду сера Алекса Фергюсона з рахунком 2:1. Однак у підсумку «городяни» так і залишилися другими, відставши від «Манчестер Юнайтед» на 11 очок.
Ще більше розчарування спіткало команду в Кубку Англії, де «Сіті», обігравши в півфіналі «Челсі», 11 травня у вирішальному матчі поступився клубу «Віган Атлетик» що залишив Прем'єр-лігу, пропустивши гол від вийшовшого на 81-й хвилині Бена Вотсона в самому кінці гри. У підсумку «Манчестер Сіті» в сезоні 2012/13 залишився без трофеїв, що спонукало керівництво клубу звільнити Роберто Манчіні і практично весь його штаб. Тимчасово виконувачем обов'язків головного тренера був призначений помічник італійського фахівця Браян Кідд. Після відходу з команди Манчіні викупив рекламну смугу в місцевій англійській газеті і попрощався з уболівальниками, розмістивши коротке звернення «Три незабутніх роки. Чао» на тлі колажа, що складається із заповнених трибун «Емірейтс», трьох виграних трофеїв і своєї фотографії. А йдущий з поста головного тренера «Манчестер Юнайтед» сер Алекс Фергюсон розкритикував рішення менеджменту «Сіті»:
|                  | Думаю, Манчіні можна було і не звільняти. Команда вийшла в Лігу чемпіонів, посіла друге місце, а в минулому році взяла чемпіонство і Кубок Англії. Я був трохи здивований, але якщо врахувати поведінку деяких власників, все відповідає дійсності. Не думаю, що рішення звільнити Манчіні було правильним |
| — Алекс Фергюсон | |

Також наприкінці травня 2013 року керівництво «Сіті» оголосило завдання на найближчі роки. Виконавчий директор клубу Ферран Соріано заявив:
|                  | Переконаний, що наступний сезон буде набагато успішніше нинішнього. Якщо планувати зараз, то я сказав би, що хочу виграти п'ять трофеїв за п'ять найближчих років. Цілком можливо, що в наступному сезоні ми нічого не виграємо, а потім відразу два трофеї |
| — Ферран Соріано | |

##### Сезон 2013/14

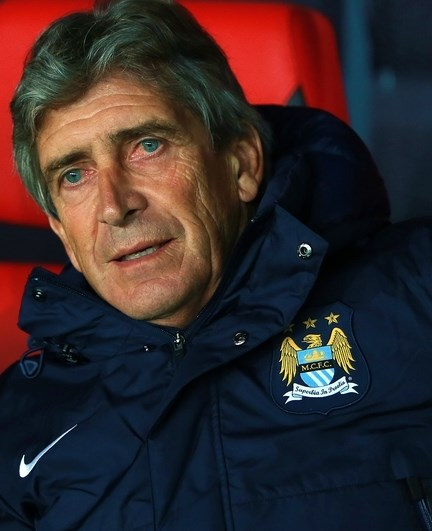
Мануель Пеллегріні — головний тренер «Манчестер Сіті» з червня 2013 року

14 червня 2013 року керівництво «Манчестер Сіті» підписало трирічний контракт з екс-наставником іспанської «Малаги» 59-річним чилійцем Мануелем Пеллегріні. За даними британських ЗМІ, його зарплата склала £3,4 млн в рік. Прихід нового тренера ознаменувався великими трансферними угодами в літнє міжсезоння. Команду залишили захисники Раян Макгіверн, Жеремі Елан, Майкон, на правах вільних агентів Коло Туре і Вейн Брідж, в оренду були відправлені Карім Рекік, Гарет Баррі, Абдул Разак, по ходу сезону викуплений у «городян», Мохаммед Абу і Скотт Сінклер. Також змінили клуб півзахисник Омар Елабделлауї, нападник Карлос Тевес, за якого італійський «Ювентус» заплатив €9 млн, і отримали статус вільних агентів форварди Роке Санта Крус і син Роберто Манчіні, Філіппо. У той же період «Сіті» зробив декілька гучних придбань, підписавши контракти з 32-річним аргентинським центральним захисником мадридського «Атлетіко» Мартіном Демічелісом, півзахисником Фернандінью, що перейшов з українського «Шахтаря» за €40 млн, нападником «Фіорентини» Стеваном Йоветичем, купленим за €25 млн, і двома атакувальними футболістами «Севільї» та збірної Іспанії Хесусом Навасом і Альваро Негредо.
Мануель Пеллегріні почав свій шлях в Сіті з двох поразок у рамках південноафриканського передсезонного турне: 14 липня 2013 року команда з рахунком 2:0 була обіграна клубом «Суперспорт Юнайтед» з Преторії, а 18 липня — дурбанським «АмаЗулу» з різницею в один м'яч — 2:1. Єдиний гол за «городян» забив Джеймс Мілнер, який зрівняв рахунок на 26-й хвилині. Показово, що грою «Сіті» керували помічники Пеллегріні, тоді як сам чилієць незадовго до матчу вилетів на батьківщину для вирішення особистих питань.
Перший, неофіційний, трофей з «Манчестер Сіті» — Barclays Asia Trophy — Пеллегріні виграв 27 липня у Гонконгу. Обидва матчі — півфінальний проти «Саут Чайна» та фінальний з «Сандерлендом» — закінчилися перемогою з мінімальним рахунком на користь клубу з Манчестера. В обох зустрічах забив по голу Едін Джеко.
У наступному міжнародному клубному турнірі, Audi Cup, що проходив у Мюнхені, «Сіті» посів друге місце. У півфіналі проти «Мілана» команда Пеллегріні завдяки м'ячам Давіда Сільви, Міки Річардса, Александара Коларова і дублю Едіна Джеко до 36-й хвилині вела 5:0, однак до кінця першого тайму встигла пропустити три голи. Здобувши перемогу з рахунком 5:3, «Манчестер Сіті» вийшов у фінал, де поступився «Баварії» 1:2, по ходу матчу ведучи в рахунку після м'яча, забитого на 61-й хвилині Альваро Негредо.
Перший офіційний матч у ролі головного тренера «Сіті» Пеллегріні провів в рамках 1-го туру англійської Прем'єр-ліги проти «Ньюкасл Юнайтед» 19 серпня. На 6-й хвилині рахунок відкрив Давид Сільва, на 22-й його подвоїв Серхіо Агуеро, у другому таймі по голу забили Яя Туре і Самір Насрі. Підбиваючи підсумок великої перемоги, Пеллегріні заявив:
|                      | Я дійсно дуже радий цій перемозі. Радість викликає не тільки виграш, але і гра моїх підопічних. Для мене важливі обидві ці складові. Гравці насолоджувалися своєю грою. Ми показали агресивну манеру поведінки без м'яча, а це дуже важливо для атакуючої команди. |
| — Мануель Пеллегріні | |

Попередня емблема клубу

Попри впевнену гру в 1-му турі чемпіонату, вже в наступному матчі «Манчестер Сіті» зазнав першої поразки в офіційному сезоні — 25 серпня команда в гостьовій зустрічі з новачком Прем'єр-ліги «Кардіфф Сіті» поступилася з рахунком 2:3, причому до 92-ї хвилини програвала в два м'ячі.
До «манкуніанському дербі», яке відбулося у 5-му турі, «Сіті» підійшов на 4-му місці в турнірній таблиці. Попри нульову нічию в попередній грі зі «Сток Сіті» і критику в адресу Пеллегріні, 22 вересня команда розгромила принципового суперника з рахунком 4:1. Дублем відзначився Серхіо Агуеро, по м'ячу забили Яя Туре і Самір Насрі, і лише на 87-й хвилині гол престижу зміг провести Вейн Руні.
У Лізі чемпіонів команда Пеллегріні потрапила в одну групу з «Баварією», ЦСКА та «Вікторією» (Пльзень). Перший матч «Сіті» в єврокубковому турнірі закінчився перемогою «городян» над чеським клубом з рахунком 3:0, однак домашній поєдинок з володарями трофею мюнхенцями завершився поразкою 1:3. Єдиний гол за рахунку 0:3 у складі «городян» на 79-й хвилині забив Альваро Негредо. Долю виходу в плей-офф Ліги чемпіонів — першого в історії команди — вирішили здвоєні матчі 3-го та 4-го турів проти ЦСКА. У московській грі рахунок на 32-й хвилині відкрив «армієць» Зоран Тошич, але вже через дві хвилини відновив рівновагу Серхіо Агуеро. На 42-й хвилині він же вивів англійців уперед, і рахунок 2:1 на користь «Сіті» зберігся до кінця гри. В домашньому поєдинку з російським клубом, який завершився з рахунком 5:2, на хет-трик Негредо і дубль Агуеро москвичі відповіли лише двома голами Сейду Думбія.